# 李廷光
李廷光（1465年—1505年），字德華，河南河南府陝州靈寶縣人，軍籍，明朝政治人物。

## 生平
河南鄉試第一十八名舉人。弘治九年（1496年）中式丙辰科會試第一百九十六名，三甲第一百八十八名進士。弘治十八年（1505年）五月，授山東道監察御史。武宗继位，上言京营兵事，未幾忧愤而卒。

## 家族
曾祖李希孟；祖父李郁；父李本，監生。嫡母王氏；生母孫氏。慈侍下。弟廷辉。